# Michael Joseph (Leichtathlet)
Michael Joseph (* 1. November 2002 in Gros Islet) ist ein Leichtathlet aus St. Lucia, der sich auf den Sprint spezialisiert hat.

## Sportliche Laufbahn
Michael Joseph studiert an der University of Kansas und sammelte 2021 erste Erfahrungen bei internationalen Meisterschaften, als er bei den erstmals ausgetragenen Panamerikanischen Juniorenspielen in 46,57 s den fünften Platz im 400-Meter-Lauf belegte. Im Jahr darauf gelangte er bei den U23-Karibikspielen in Guadeloupe mit 47,36 s auf den sechsten Platz über 400 Meter und anschließend schied er bei den Commonwealth Games in Birmingham mit 47,03 s im Halbfinale aus und belegte mit der lucianischen 4-mal-100-Meter-Staffel in 40,18 s den fünften Platz. 2023 gewann er bei den Zentralamerika- und Karibikspielen in San Salvador in 44,90 s die Silbermedaille über 400 Meter hinter Jereem Richards aus Trinidad und Tobago. Anschließend schied er bei den Weltmeisterschaften in Budapest mit 45,50 s im Halbfinale aus. Im Jahr darauf nahm er an den Olympischen Sommerspielen in Paris teil und schied dort mit 45,64 s in der Hoffnungsrunde aus.
2021 wurde Joseph lucianischer Meister im 400-Meter-Lauf.

## Persönliche Bestzeiten
- 200 Meter: 20,41 s (+0,8 m/s), 13. Mai 2023 in Norman (Landesrekord)
  - 200 Meter (Halle): 21,47 s, 12. Januar 2024 in Lawrence
- 400 Meter: 44,77 s, 13. Mai 2023 in Norman (Landesrekord)
  - 400 Meter (Halle): 45,46 s, 24. Februar 2024 in Lubbock (Landesrekord)